# Eleições autárquicas portuguesas de 1997 no distrito de Évora
| Eleições autárquicas portuguesas de 1997 Distritos: Aveiro \| Beja \| Braga \| Bragança \| Castelo Branco \| Coimbra \| Évora \| Faro \| Guarda \| Leiria \| Lisboa \| Portalegre \| Porto \| Santarém \| Setúbal \| Viana do Castelo \| Vila Real \| Viseu \| Açores \| Madeira |

## Resultados por concelho
Os resultados nos concelhos do Distrito de Évora foram os seguintes:

### Alandroal
| Partido                 | Partido                        | Votos | %               | +/-   | Vereadores | +/-     |
| ----------------------- | ------------------------------ | ----- | --------------- | ----- | ---------- | ------- |
|                         | Coligação Democrática Unitária | 2 013 | 49,21 / 100,00  | 6,44  | 3 / 5      | Estável |
|                         | Partido Socialista             | 1 415 | 34,59 / 100,00  | 13,13 | 2 / 5      | 1       |
|                         | Partido Social Democrata       | 521   | 12,74 / 100,00  | 4,29  | 0 / 5      | 1       |
| Votos Inválidos         | Votos Inválidos                | 142   | 3,48 / 100,00   | 0,53  |            |         |
| Total                   | Total                          | 4 091 | 100,00 / 100,00 |       | 5 / 5      |         |
| Eleitorado/Participação | Eleitorado/Participação        | 6 318 | 64,75 / 100,00  | 4,20  |            |         |

### Arraiolos
| Partido                 | Partido                        | Votos | %               | +/-   | Vereadores | +/-     |
| ----------------------- | ------------------------------ | ----- | --------------- | ----- | ---------- | ------- |
|                         | Coligação Democrática Unitária | 2 760 | 60,33 / 100,00  | 2,89  | 4 / 5      | Estável |
|                         | Partido Socialista             | 959   | 20,96 / 100,00  | 11,32 | 1 / 5      | 1       |
|                         | Partido Social Democrata       | 603   | 13,18 / 100,00  | 10,35 | 0 / 5      | 1       |
|                         | Partido Popular                | 80    | 1,75 / 100,00   | -     | 0 / 5      | -       |
| Votos Inválidos         | Votos Inválidos                | 173   | 3,78 / 100,00   | 0,17  |            |         |
| Total                   | Total                          | 4 575 | 100,00 / 100,00 |       | 5 / 5      |         |
| Eleitorado/Participação | Eleitorado/Participação        | 6 804 | 67,24 / 100,00  | 2,95  |            |         |

### Borba
| Partido                 | Partido                        | Votos | %               | +/-  | Vereadores | +/-     |
| ----------------------- | ------------------------------ | ----- | --------------- | ---- | ---------- | ------- |
|                         | Coligação Democrática Unitária | 2 250 | 46,12 / 100,00  | 2,93 | 3 / 5      | Estável |
|                         | Partido Socialista             | 1 493 | 30,60 / 100,00  | 5,00 | 1 / 5      | Estável |
|                         | Partido Social Democrata       | 846   | 17,34 / 100,00  | 2,76 | 1 / 5      | Estável |
| Votos Inválidos         | Votos Inválidos                | 290   | 5,94 / 100,00   | 0,70 |            |         |
| Total                   | Total                          | 4 879 | 100,00 / 100,00 |      | 5 / 5      |         |
| Eleitorado/Participação | Eleitorado/Participação        | 6 972 | 69,98 / 100,00  | 2,22 |            |         |

### Estremoz
| Partido                 | Partido                        | Votos  | %               | +/-  | Vereadores | +/-     |
| ----------------------- | ------------------------------ | ------ | --------------- | ---- | ---------- | ------- |
|                         | Coligação Democrática Unitária | 4 111  | 42,92 / 100,00  | 7,98 | 4 / 7      | 1       |
|                         | Partido Social Democrata       | 2 548  | 26,60 / 100,00  | 6,73 | 2 / 7      | Estável |
|                         | Partido Socialista             | 2 010  | 20,98 / 100,00  | 2,58 | 1 / 7      | 1       |
|                         | PCTP/MRPP                      | 283    | 2,95 / 100,00   | -    | 0 / 7      | -       |
|                         | Partido Popular                | 169    | 1,76 / 100,00   | 2,29 | 0 / 7      | Estável |
| Votos Inválidos         | Votos Inválidos                | 458    | 4,78 / 100,00   | 0,66 |            |         |
| Total                   | Total                          | 9 579  | 100,00 / 100,00 |      | 7 / 7      |         |
| Eleitorado/Participação | Eleitorado/Participação        | 14 477 | 66,17 / 100,00  | 1,66 |            |         |

### Évora
| Partido                 | Partido                           | Votos  | %               | +/-   | Vereadores | +/-     |
| ----------------------- | --------------------------------- | ------ | --------------- | ----- | ---------- | ------- |
|                         | Coligação Democrática Unitária    | 12 653 | 45,20 / 100,00  | 13,03 | 3 / 7      | 2       |
|                         | Partido Socialista                | 9 628  | 34,39 / 100,00  | 19,02 | 3 / 7      | 2       |
|                         | Partido Social Democrata          | 3 755  | 13,41 / 100,00  | 4,00  | 1 / 7      | Estável |
|                         | Partido Popular                   | 958    | 3,42 / 100,00   | 2,00  | 0 / 7      | Estável |
|                         | Partido Socialista Revolucionário | 117    | 0,42 / 100,00   | Novo  | 0 / 7      | Novo    |
| Votos Inválidos         | Votos Inválidos                   | 884    | 3,16 / 100,00   | 0,42  |            |         |
| Total                   | Total                             | 27 995 | 100,00 / 100,00 |       | 7 / 7      |         |
| Eleitorado/Participação | Eleitorado/Participação           | 46 669 | 59,99 / 100,00  | 1,00  |            |         |

### Montemor-o-Novo
| Partido                 | Partido                        | Votos  | %               | +/-  | Vereadores | +/-     |
| ----------------------- | ------------------------------ | ------ | --------------- | ---- | ---------- | ------- |
|                         | Coligação Democrática Unitária | 5 422  | 52,63 / 100,00  | 1,21 | 4 / 7      | 1       |
|                         | Partido Socialista             | 2 714  | 26,34 / 100,00  | 5,03 | 2 / 7      | 1       |
|                         | Partido Social Democrata       | 1 551  | 15,06 / 100,00  | 3,99 | 1 / 7      | Estável |
|                         | Partido Popular                | 203    | 1,97 / 100,00   | 1,35 | 0 / 7      | Estável |
| Votos Inválidos         | Votos Inválidos                | 412    | 4,00 / 100,00   | 1,52 |            |         |
| Total                   | Total                          | 10 302 | 100,00 / 100,00 |      | 7 / 7      |         |
| Eleitorado/Participação | Eleitorado/Participação        | 16 725 | 61,60 / 100,00  | 7,34 |            |         |

### Mora
| Partido                 | Partido                        | Votos | %               | +/-  | Vereadores | +/-     |
| ----------------------- | ------------------------------ | ----- | --------------- | ---- | ---------- | ------- |
|                         | Coligação Democrática Unitária | 1 791 | 49,07 / 100,00  | 2,40 | 3 / 5      | Estável |
|                         | Partido Socialista             | 961   | 26,33 / 100,00  | 6,52 | 1 / 5      | Estável |
|                         | Partido Social Democrata       | 770   | 21,10 / 100,00  | 0,28 | 1 / 5      | Estável |
| Votos Inválidos         | Votos Inválidos                | 128   | 3,51 / 100,00   | 0,11 |            |         |
| Total                   | Total                          | 3 650 | 100,00 / 100,00 |      | 5 / 5      |         |
| Eleitorado/Participação | Eleitorado/Participação        | 5 651 | 64,59 / 100,00  | 5,78 |            |         |

### Mourão
| Partido                 | Partido                        | Votos | %               | +/-   | Vereadores | +/-     |
| ----------------------- | ------------------------------ | ----- | --------------- | ----- | ---------- | ------- |
|                         | Partido Socialista             | 1 189 | 57,19 / 100,00  | 23,93 | 4 / 5      | 2       |
|                         | Partido Social Democrata       | 478   | 22,99 / 100,00  | 7,68  | 1 / 5      | 1       |
|                         | Coligação Democrática Unitária | 190   | 9,14 / 100,00   | 11,72 | 0 / 5      | 1       |
|                         | Partido Popular                | 137   | 6,59 / 100,00   | 4,98  | 0 / 5      | Estável |
| Votos Inválidos         | Votos Inválidos                | 85    | 4,09 / 100,00   | 1,39  |            |         |
| Total                   | Total                          | 2 079 | 100,00 / 100,00 |       | 5 / 5      |         |
| Eleitorado/Participação | Eleitorado/Participação        | 2 719 | 76,46 / 100,00  | 5,98  |            |         |

### Portel
| Partido                 | Partido                        | Votos | %               | +/-  | Vereadores | +/-     |
| ----------------------- | ------------------------------ | ----- | --------------- | ---- | ---------- | ------- |
|                         | Partido Socialista             | 2 362 | 49,26 / 100,00  | 8,12 | 3 / 5      | 1       |
|                         | Coligação Democrática Unitária | 2 150 | 44,84 / 100,00  | 4,06 | 2 / 5      | 1       |
|                         | Partido Social Democrata       | 145   | 3,02 / 100,00   | 3,65 | 0 / 5      | Estável |
| Votos Inválidos         | Votos Inválidos                | 138   | 2,88 / 100,00   | 0,40 |            |         |
| Total                   | Total                          | 4 795 | 100,00 / 100,00 |      | 5 / 5      |         |
| Eleitorado/Participação | Eleitorado/Participação        | 6 486 | 73,93 / 100,00  | 0,01 |            |         |

### Redondo
| Partido                 | Partido                        | Votos | %               | +/-  | Vereadores | +/-     |
| ----------------------- | ------------------------------ | ----- | --------------- | ---- | ---------- | ------- |
|                         | Coligação Democrática Unitária | 2 349 | 61,54 / 100,00  | 0,41 | 4 / 5      | Estável |
|                         | Partido Socialista             | 654   | 17,13 / 100,00  | 2,10 | 1 / 5      | Estável |
|                         | Partido Social Democrata       | 455   | 11,92 / 100,00  | 0,46 | 0 / 5      | Estável |
|                         | Partido Popular                | 159   | 4,17 / 100,00   | 1,01 | 0 / 5      | Estável |
| Votos Inválidos         | Votos Inválidos                | 200   | 5,24 / 100,00   | 0,23 |            |         |
| Total                   | Total                          | 3 817 | 100,00 / 100,00 |      | 5 / 5      |         |
| Eleitorado/Participação | Eleitorado/Participação        | 6 853 | 55,70 / 100,00  | 4,61 |            |         |

### Reguengos de Monsaraz
| Partido                 | Partido                        | Votos | %               | +/-   | Vereadores | +/-     |
| ----------------------- | ------------------------------ | ----- | --------------- | ----- | ---------- | ------- |
|                         | Partido Socialista             | 3 428 | 58,13 / 100,00  | 5,44  | 3 / 5      | Estável |
|                         | Partido Social Democrata       | 1 366 | 23,16 / 100,00  | 12,07 | 1 / 5      | 1       |
|                         | Coligação Democrática Unitária | 893   | 15,14 / 100,00  | 12,86 | 1 / 5      | 1       |
| Votos Inválidos         | Votos Inválidos                | 210   | 3,56 / 100,00   | 0,55  |            |         |
| Total                   | Total                          | 5 897 | 100,00 / 100,00 |       | 5 / 5      |         |
| Eleitorado/Participação | Eleitorado/Participação        | 9 466 | 62,30 / 100,00  | 0,82  |            |         |

### Vendas Novas
| Partido                 | Partido                        | Votos  | %               | +/-  | Vereadores | +/-     |
| ----------------------- | ------------------------------ | ------ | --------------- | ---- | ---------- | ------- |
|                         | Coligação Democrática Unitária | 3 282  | 52,72 / 100,00  | 0,33 | 4 / 7      | 1       |
|                         | Partido Socialista             | 1 780  | 28,59 / 100,00  | 2,90 | 2 / 7      | 1       |
|                         | Partido Social Democrata       | 816    | 13,11 / 100,00  | 2,49 | 1 / 7      | Estável |
|                         | Partido Popular                | 107    | 1,72 / 100,00   | 1,26 | 0 / 7      | Estável |
| Votos Inválidos         | Votos Inválidos                | 240    | 3,86 / 100,00   | 0,51 |            |         |
| Total                   | Total                          | 6 225  | 100,00 / 100,00 |      | 7 / 7      | 2       |
| Eleitorado/Participação | Eleitorado/Participação        | 10 078 | 61,77 / 100,00  | 6,30 |            |         |

### Viana do Alentejo
| Partido                 | Partido                        | Votos | %               | +/-  | Vereadores | +/-     |
| ----------------------- | ------------------------------ | ----- | --------------- | ---- | ---------- | ------- |
|                         | Coligação Democrática Unitária | 1 647 | 53,18 / 100,00  | 8,49 | 3 / 5      | Estável |
|                         | Partido Socialista             | 847   | 27,35 / 100,00  | 1,71 | 2 / 5      | 1       |
|                         | Partido Social Democrata       | 411   | 13,27 / 100,00  | 5,94 | 0 / 5      | 1       |
|                         | Partido Popular                | 49    | 1,58 / 100,00   | 0,72 | 0 / 5      | Estável |
| Votos Inválidos         | Votos Inválidos                | 143   | 4,62 / 100,00   | 0,12 |            |         |
| Total                   | Total                          | 3 097 | 100,00 / 100,00 |      | 5 / 5      |         |
| Eleitorado/Participação | Eleitorado/Participação        | 4 986 | 62,11 / 100,00  | 7,51 |            |         |

### Vila Viçosa
| Partido                 | Partido                        | Votos | %               | +/-   | Vereadores | +/-     |
| ----------------------- | ------------------------------ | ----- | --------------- | ----- | ---------- | ------- |
|                         | Coligação Democrática Unitária | 1 850 | 34,11 / 100,00  | 3,10  | 2 / 5      | Estável |
|                         | Partido Social Democrata       | 1 227 | 22,62 / 100,00  | 11,56 | 1 / 5      | 1       |
|                         | Partido Socialista             | 1 114 | 20,54 / 100,00  | 5,95  | 1 / 5      | Estável |
|                         | Partido Popular                | 1 077 | 19,86 / 100,00  | 15,38 | 1 / 5      | 1       |
| Votos Inválidos         | Votos Inválidos                | 156   | 2,87 / 100,00   | 0,97  |            |         |
| Total                   | Total                          | 5 424 | 100,00 / 100,00 |       | 5 / 5      |         |
| Eleitorado/Participação | Eleitorado/Participação        | 7 520 | 72,13 / 100,00  | 0,04  |            |         |